# Le Goût de l'eau… et autres chansons naïves
Albums de Michel Rivard
Michel Rivard
(1989) Maudit bonheur
(1998)
Le Goût de l'eau… et autres chansons naïves est un album de Michel Rivard édité au Québec en 1992 par Audiogram. La dernière chanson du disque, Tu peux dormir...., a été écrite en mémoire de son père, l'acteur Robert Rivard.

## Titres
Tous les titres sont composés par Michel Rivard sauf indication contraire.
| No  | Titre                                              | Durée |
| --- | -------------------------------------------------- | ----- |
| 1.  | Le Goût de l'eau                                   |       |
| 2.  | Bille de verre                                     |       |
| 3.  | La Lune d'automne                                  |       |
| 4.  | L'Oubli                                            |       |
| 5.  | Parlant de la Paix...                              |       |
| 6.  | Sourire de chien                                   |       |
| 7.  | La Princesse et le croque-notes (Georges Brassens) |       |
| 8.  | Veux-tu danser?                                    |       |
| 9.  | Les Dinosaures                                     |       |
| 10. | Tout seuls en Amérique                             |       |
| 11. | Tu peux dormir...                                  |       |

## Musiciens
- Michel Rivard : voix solo, guitares, piano, claviers ;
- Mario Légaré : basse ;
- Rick Haworth : guitare électrique, dobro, mandoline, mandoloncelle, pedal steel, autoharpe, tiple, guitare hawaïenne, accordéon diatonique ;
- Dominique Messier : batterie ;
- Luc Boivin : percussions
- Musiciens invités 
  - Pierre Daigneault : saxophone soprano, saxophone alto, flûte ;
  - Marie Bernard : ondes Martenot ;
  - Marie-Christine Trottier : voix, flûte ;
  - Sylvain Clavet : batterie ;
  - Clode Hamelin : violoncelle ;
  - Kenny Pearson : orgue Hammond B-3 ;
  - Robert Ellis, Alain Trudel, Sylvain Jacob : trombones ;
  - Laflèche Doré : Fluggelhorn et trompette ;
- Réalisation : Paul Pagé et Michel Rivard
- Arrangements : Michel Rivard avec la collaboration de Marie Bernard[1]

## Certification
| Pays   | Association  | Certification | Ventes/Équivalence |
| ------ | ------------ | ------------- | ------------------ |
| Canada | Music Canada | or            | 50 000             |